# Храм Казанской иконы Божией Матери (Владимир)
Це́рковь Каза́нской ико́ны Бо́жией Ма́тери — приходская церковь Западного Владимирского благочиния Владимирской епархии Русской православной церкви во Владимире.
Нынешнее здание построено в 2008 году неподалёку от того места, где ранее находилась Ямская Казанская церковь 1782 года постройки. Она была уничтожена во второй половине 1960 годов, а на её месте установлен мемориал в честь владимирцев, погибших в годы Великой Отечественной войны.

## История

### Деревянная церковь в Ямской слободе
Казанская церковь во Владимире существовала ещё в XVII веке. Находилась тогда она в Ямской слободе, располагавшейся за Золотыми воротами, в районе современной улицы Дзержинского. Предполагается, что церковь построили ещё до почитания на Руси Казанской иконы Божьей матери, и первоначально она носила другое имя. В 1694 году рядом была выстроена ещё одна деревянная Казанская церковь. Обе сгорели в 1778 году, вместе с большей частью Ямской слободы. После пожара слободу перенесли на новое место. В том же 1778 году на средства прихожан начали строить каменную Казанскую церковь. Она была освящена в 1782 году.

### Каменный храм
Храм, построенный в стиле классицизма, имел 3 престола — в честь Казанской иконы Божией Матери, во имя Трёх Святителей — Василия Великого, Григория Богослова и Иоанна Златоуста (по правую, южную сторону), и во имя Святого Николая Чудотворца (по левую, северную сторону).
В 1838 году в храме тайно обвенчались Александр Герцен и его двоюродная сестра Наталья Захарьина. Венчание состоялось с большими трудностями. Священник церкви отказался проводить обряд без разрешения архиерея. Герцен попросил благословить брак архиепископа Парфения. Тот пообещал разрешить венчание, но только после предоставления всех необходимых документов. В назначенный день венчания Герцен приехал в дом к архиепископу, но того не оказалось дома. Герцен обратился к духовнику Парфения иеромонаху Иоанну и тот написал записку для священника, в которой повелел венчать Александра Герцена и Наталью Захарьину. На церемонию Герцен забыл взять кольца, а в храме не оказалось певчих. Как впоследствии вспоминал писатель, он покидал венчальный город Владимир с щемящим сердцем и страхом, предвидя, что глубокой внутренней жизни у влюблённых уже не будет. Брак действительно не был счастливым. Оба друг другу изменяли.
В 1938 году богослужение в храме было прекращено, официальная причина — ветхость здания. Церковь стали использовать в качестве складских помещений. А на время Великой Отечественной войны там развернули госпиталь.
Верующие Владимира просили вновь открыть церковь. Но их просьбы отклоняли. В 1950 году в здании разместился кинотеатр «Буревестник». Позднее там собирались открыть музей Великой Отечественной войны, но до этого дело так и не дошло.
В июне 1966 года здание снесли при помощи танков. На его месте через десять лет построили памятник жителям Владимира, погибшим в годы Великой Отечественной войны. Мемориал возвели вместе с Вечным огнём. А с 1975 года площадь, где раньше размещалась церковь, стала называться Площадью в честь 30-летия Победы или просто Площадью Победы.

### Современная церковь
В 2008 году по инициативе администрации Владимира и Владимиро-Суздальской епархии была построена новая Казанская церковь. Поскольку на месте бывшей церкви теперь горел Вечный огонь, новое здание построили по соседству. Вместе с мемориалом храм составляет единый комплекс в память о воинах, погибших за Отечество.
В церемонии закладки фундамента Казанского храма участвовали мэр Владимира Александр Рыбаков и архиепископ Владимирский и Суздальский Евлогий (Смирнов).
Новое здание построено в формах домонгольского зодчества. Автор проекта — архитектор Александр Трофимов.

## Территория рядом с храмом
В советские годы вместе с храмом было ликвидировано и старое кладбище, на котором покоились участники Отечественной войны 1812 года.
Во время существования кинотеатра «Буревестник» на территории бывшего кладбища устроили танцплощадку, которую владимирцы называли «танцплощадкой на косточках».

## Комментарии
1. ↑  14 и 28 августа 1937 г. верующие Казанской церкви Ямской слободы г. Владимира жаловались во ВЦИК на местные органы власти, которые не разрешали хождения священника по домам из-за «признаков заболевания оспой»; Горсовет отправил верующих в райисполком, хотя Ямская слобода с 1933 г. входила в состав города и поэтому подчинялась именно горсовету, а не райисполкому, горсовет же подчинялся напрямую облисполкому; в райисполкоме отсутствовал председатель, а облисполком с 25 июня не отвечал, Ершов А. Л. Церковь на земле Владимирской в 1930-е годы. — Владимир: Изд-во Калейдоскоп, 2011. — Т. 1. — С. 22, 90..